# Iliboleng
Iliboleng (Indonesisch: Gunung Iliboleng) is een stratovulkaan op het Indonesische eiland Adonara in de provincie Oost-Nusa Tenggara.